# Chiesa di Sant'Agata (Trescore Cremasco)
La chiesa di Sant'Agata è la parrocchiale di Trescore Cremasco, in provincia di Cremona e diocesi di Crema; fa parte della zona pastorale Nord.

## Storia
La primitiva chiesa di Trescore venne costruita nel 1103.
Dagli Istromenti investiture del 1531 s'apprende che la parrocchia, compresa nella diocesi di Piacenza, era di nomina all'arcidiacono della chiesa di Santa Maria di Crema.
L'8 aprile 1551 la chiesa venne consacrata dal vescovo di Piacenza.
Negli atti relativi alla visita pastorale del 1566 del vescovo di Piacenza Bernardino Scotti si legge che il reddito della parrocchia corrispondeva a 250 libre e che nella chiesa avevano sede le confraternite del Rosario e del Santissimo Sacramento.
Nel 1580 la chiesa passò dalla diocesi di Piacenza a quella di Crema, eretta da papa Gregorio XIII con la bolla Super Universas.
Nel 1583 il visitatore apostolico Girolamo Regazzoni annotò che la chiesa aveva come filiale l'oratorio di San Rocco; nello stesso anno Trescore divenne sede dell'omonimo vicariato foraneo, che andò a comprendere, oltre a quella trescorese, anche le parrocchie di Azzano, Cremosano, Campagnola Cremasca Casaletto Vaprio, Quintano, Farinate, Pieranica, Capralba e Santo Stefano in Vairano.
Nel XVII secolo il vicariato venne soppresso e sostituito da quello di Quintano, salvo poi venir ricostituito nel Settecento con le medesima estensione di prima.
Nel 1756 la popolazione decise di demolire la chiesa medievale e di farne sorgere al suo posto una nuova molto più grande e più maestosa; allo scopo Vincenzo e Giuseppe Magri donarono del denaro e anche tutti gli abitanti del paese contribuirono economicamente.
Il 12 agosto 1757 iniziarono i lavori di demolizione della vecchia chiesa, portati a termine il 20 agosto successivo.
Il giorno dopo si celebrò una grande processione al termine della quale fu posta la prima pietra dell'attuale parrocchiale; il nuovo edificio venne completato nel 1759, mentre la decorazione fu ultimata solo verso la fine del decennio successivo.
Nel 1847 una folgore colpì la cuspide del campanile e danneggiò pure la copertura del presbiterio; tali parti vennero riparate nel 1862 dall'ingegner Fracioli.
Nel Novecento la chiesa fu oggetto di alcuni interventi di restauro e di rimessa a nuovo che le conferiscono lo splendore che era stato previsto alla sua costruzione.
Nel 1970, con la revisione territoriale della diocesi, il vicariato di Trescore venne nuovamente soppresso e la chiesa fu aggregata alla zona pastorale Nord.

## Descrizione

### Esterno
La facciata barocca, che è leggermente concava, è divisa in due registri e presenta due vasi di arenaria a metà altezze e altrettanti sulla sommità, e la cimasa, che sorregge la croce di ferro posta sul colmo.

### Interno
Opere di pregio conservate all'interno sono il dipinto risalente l'Assunzione di Maria in cielo, in stile tiepolesco, le quattro effigi degli Evangelisti, l'organo, costruito nel 1774 da Andrea Luigi e Giuseppe Serassi ed ampliato nel 1885 da Angelo Cavalli, i quindici medaglioni dei Misteri del Rosario, realizzati da Mauro Picenardi, le tele settecentesche di San Vincenzo Ferreri e della Trasfigurazione e il gruppo ligneo della Crocifissione, risalente al Cinquecento.